# Jorge Duvane
Jorge Duvane (ur. 9 września 1982) – mozambicki lekkoatleta.
Brał udział w biegu na 800 metrów na Letnich Igrzyskach Olimpijskich 2000.